# Slagelse Fægteklub
Slagelse Fægteklub blev etableret ved stiftende generalforsamling i december 2009 på initiativ af 4 stiftere og er optaget i Dansk Fægte-Forbund i februar 2010. Der fægtes udelukkende med kårde i Slagelse Fægteklub.
Der trænes hver mandag og onsdag fra 18:30 til 20:00. Man kan som nybegynder i klubben låne fægteudstyr og komme for at træne.